# Richard Foord
Richard John Foord (13. února 1978 Weston-super-Mare) je britský politik za Liberální demokraty a bývalý důstojník Britské armády. Od roku 2022 působí jako člen parlamentu za Tiverton and Honiton. Mandát získal v doplňovacích volbách, které se konaly 23. června 2022 po rezignaci Neila Parishe kvůli skandálu.

## Raný život a vzdělání
Narodil se 13. února 1978 ve Weston-super-Mare a do školy chodil v Backwellu. Vyrostl v Severním Somersetu a 19 let žil v Yattonu. Získal titul Bachelor of Arts z historie na Royal Holloway, University of London, titul Master of Science v oboru globální bezpečnost na Cranfieldské univerzitě a titul Master of Business Administration na Open University.

## Kariéra před politikou
Navštěvoval Královskou vojenskou akademii v Sandhurstu a 13. dubna 2001 byl jmenován členem jednoho ze sborů Britské armády. Dne 13. října 2003 byl povýšen na kapitána. Po absolvování Staff College byl 31. července 2009 povýšen na majora. Sloužil na Balkáně i v Iráku a získal tři medaile za tažení.
Před volbami působil jako manažer mezinárodní spolupráce a kontroly vývozu na Oxfordské univerzitě, předtím pracoval od roku 2010 na Exeterské univerzitě, naposledy jako úřadující vedoucí globálních partnerství.

## Politická kariéra
Ve všeobecných volbách v roce 2017 kandidoval za Liberální demokraty v Severním Somersetu a obsadil třetí místo. Do parlamentu byl zvolen v doplňovacích volbách v Tiverton and Honiton v roce 2022. Ve svém vítězném projevu kritizoval Borise Johnsona za jeho nedostatečnou vůdčí integritu.

## Osobní život
Je ženatý a má tři děti. Je členem Sustrans a kvalifikovaným horským vůdcem.